# 美國足球協會
美國足球協會（英語：United States Soccer Federation）是專門管轄美國足球事務的組織。美國足球協會成立於1913年，並在翌年加入國際足協。此外，它還是中北美洲及加勒比海足球協會和北美洲足球聯盟的成員之一。

## 外部連結
- 官方網頁 （页面存档备份，存于）
- 國際足協網頁 （页面存档备份，存于）